# Callidium chlorizans
Callidium chlorizans là một loài bọ cánh cứng trong họ Cerambycidae.